# Рассейкин, Дмитрий Павлович
Дми́трий Па́влович Рассе́йкин (20 сентября [3 октября] 1909, Атяшево, Симбирская губерния — 15 июля 1973, Саратов) — советский учёный-правовед, доктор юридических наук, профессор, специалист в области криминалистики, профессор Саратовского юридического института.

## Биография
Дмитрий Павлович Рассейкин родился 20 сентября (3 октября) 1909 года в селе Атяшеве.
- 1917 — лишился отца, погибшего на русско-германской войне
- 1917—1928 — работал в хозяйстве матери, имея бедняцкое хозяйство[2]
- 1926 — вступил в ряды Ленинского комсомола.
- 1928 — работал чернорабочим на Тейковской ГРЭС Ивановской области, затем землекопом на строительстве Турксиба.
- ноябрь 1929 — райкомом комсомола был направлен на работу в народный суд Атяшевского района секретарём народного суда.
- 1929—1931 — принимал активное участие в проведении коллективизации.
- октябрь 1931 — март 1933 — служба в Красной армии[3].
- март 1933 — октябрь 1938 — работал народным судьёй и запасным членом областного суда, а затем Верховного суда Мордовской АССР.
- 1934—1938 — учился на заочном отделении Казанского юридического института, по окончании которого был направлен в аспирантуру Харьковского юридического института. Одновременно с учёбой работал ассистентом на кафедре судебного права.
- 23 июня 1941 — защитил кандидатскую диссертацию на тему: «Уголовная регистрация преступников в СССР» (научный руководитель — Ривлин А. Л.). Оппонентами выступили доктор юридических наук, профессор М. М. Гродзинский и кандидат юридических наук, доцент Д.Н. Розенберг.
- 12 июля 1941 — добровольцем ушёл на фронт. До конца войны находился в действующей армии. До сентября 1941 г. служил военным следователем дивизии (284-я стрелковая дивизия 37-й армии Юго-Западного фронта).
- Октябрь 1941 — 23 января 1943 — попал в окружение в Ахтырском районе Сумской области Украинской ССР[4]. Пройдя излечение в военном госпитале № 406 г. Пенза (март-апрель 1943), был направлен на спецпроверку в лагеря НКВД № 178 МВО (июль-август 1943), затем красноармейцем направлен в отдельный штурмовой батальон Калининского фронта. 29 сентября 1944 г. уже в чине младшего лейтенанта в составе 145-й стрелковой Витебской дивизии был ранен (под ст. Рудня, Витебской обл.)[3]. За образцовое выполнение боевых заданий командования награждён Орденом Отечественной войны 1-й степени.

«Во время наступательных боев с немецко-фашистскими захватчиками 5, 6 и 7 октября 1944 г. в районе м. Куршанай — Лукнишки Литовской ССР и дальнейшем преследовании противника, тов. Рассейкин умело организовал штатную работу в батальоне.
При условии стремительного наступления и быстрого продвижения батальона вперед, обеспечивал бесперебойную связь б-на с вышестоящим командованием.
Сам тов. Рассейкин постоянно находился в боевых порядках наступающих подразделений и обеспечивал на поле боя образцовое выполнение боевых задач.
7-го октября с.г. в наступательном бою за м-ко Лукнишки он проявил отвагу, первым ворвавшись в м-ко, установил красный флаг на здании костела и тем самым увлек всех наступающих кр-цев и командиров на успешное завершение боя»
(Приказ подразделения №: 223 от: 29.10.1944, издан: ВС 43 А 1 Прибалтийского фронта. Дата подвига: 07.10.1944, № записи: 36653418, Место службы: 729 сп 145 сд 43 А 1 ПрибФ, Номер фонда ист. информации — 33, Номер описи ист. информации — 690155, Номер дела ист. информации — 6898, Архив — ЦАМО, Картотека награждений, шкаф 72, ящик 14)
В 1944 г. окончил курсы усовершенствования командного состава 1-го Прибалтийского фронта.
Встретил победу адъютантом старшим стрелкового батальона на 2-м Прибалтийском фронте (332 стрелковый полк, 32 стрелковая дивизия).
1945 — демобилизован в связи с болезнью, работал в должности народного судьи. Воинское звание — лейтенант (в связи с пребыванием в окружении).
- В феврале 1946 г. Наркоматом юстиции СССР был направлен в Ташкентский юридический институт, где в 1950—1955 гг. был заведующим кафедрой криминалистики, затем (в связи с реорганизацией института) — доцентом Среднеазиатского государственного университета.
- С 1947 по 1952 г. по совместительству был деканом юридического института при этом же университете, а с 1946 по 1950 г. по совместительству заведовал и криминалистической лабораторией этого института. С 1946 по 1951 гг. в этой лаборатории производились криминалистические экспертизы для судебно-следственных органов всех союзных республик Средней Азии.
- В 1957 г. был переведён на должность заведующего кафедрой криминалистики Саратовского юридического института (СЮИ), которую возглавлял до июля 1973 г.

1968 г. — защитил докторскую диссертацию на тему: «Актуальные вопросы борьбы с умышленными убийствами». Оппонентами выступили д.ю.н., профессор Л. Е. Ароцкер и д.ю.н., профессор В. П. Колмаков.
- Стал одним из основоположников Саратовской школы криминалистики. Под его научным руководством были защищены 14 кандидатских диссертаций. Был научным консультантом по одной докторской диссертации. Автор свыше 30 научных работ, в том числе 2 монографии и 1 учебного пособия.

Область научных исследований — криминалистическая регистрация, расследование преступлений против жизни, характеристики личности преступника.
Похоронен в Саратове на Воскресенском кладбище.

## Основные труды

### Книги, монографии
- Рассейкин Д. П. Расследование преступлений против жизни. Возбуждение уголовного дела, производство экспертиз. — Саратов: СГУ, 1965. — 186 с.
- Рассейкин Д. П. Осмотр места происшествия и трупа при расследовании убийств. — Саратов: Приволжское кн. изд-во, 1967. — 152 с.
- Рассейкин Д. П. Очерки истории уголовной регистрации. — Саратов, 1976. — 60 с.
- Рассейкин Д. П. Подготовка материалов для судебно-графической экспертизы. — Ташкент, 1951. — 14 с.

### Статьи
- Рассейкин Д. П. Баллистическая экспертиза при расследовании преступлений против жизни // Правоведение. — 1964. — № 3. — С. 77-86.
- Рассейкин Д. П. Некоторые вопросы назначения и проведения судебномедицинской экспертизы при расследовании убийств // Ученые записки Саратовского юридического института имени Д. И. Курского. — Саратов: Изд-во Сарат. юрид. ин-та, 1959. — Вып. 8. — С. 121—142.
- Рассейкин Д. П. Некоторые вопросы расследования убийств // Сборник научных работ. — Саратов: Кн. изд-во, 1961. — Вып. 3. — С. 233—251.
- Рассейкин Д. П. Некоторые вопросы следственного осмотра места происшествия и трупа // Ученые труды. Ученые труды Саратовского юридического института. — Саратов: Коммунист, 1965. — Вып. 2. — С. 214—257.
- Рассейкин Д. П. Некоторые характеристики личности преступника и их использование в уголовном процессе // Ленинский принцип неотвратимости наказания и задачи советской криминалистики: Матер. науч. конф. (Свердловск, сентябрь 1970 г.). — Свердловск: Изд-во Свердл. юрид. ин-та, 1972. — С. 58-62.
- Познанский В. А., Цыпкин А. Л., Вольфман Г. И., Каз Ц. М., Маландин И. Г., Ной И. С., Рассейкин Д. П., Чеканов В. Я., Тихонов К. Ф. Ученые записки Харьковского юридического института, вып. IX, 1957, 212 стр.: (Рецензия) // Правоведение. — 1958. — № 4. — С. 116—121.

## Награды
- ордена Отечественной войны I степени (29.10.1944[3]) № 258875 (43 армия)
- Орден Красной Звезды № 2657960 (1945 г., приказ ком. 92 корп.)
- Медаль «За победу над Германией в Великой Отечественной войне 1941—1945 гг.»
- Медаль «За оборону Киева»
- Медаль «Двадцать лет Победы в Великой Отечественной войне 1941—1945 гг.»
- Медаль «50 лет Вооружённых Сил СССР»
- Медаль «В ознаменование 100-летия со дня рождения Владимира Ильича Ленина»

## Личная жизнь
- Жена — Рассейкина (Власова) Анна Петровна (24.12.1913 — 26.05.1989)
- Дочь — Добрина (Рассейкина) Нина Дмитриевна (07.06.1934 — 19.12.2013)

После смерти Д. П. Рассейкина весь его личный архив передан женой на хранение в ОГУ ГАСО